# Radvánszky Dénes
Radványi és sajókazai Radvánszky Dénes (1725. október 23. – Bartelsdorf, 1760. december 27.) császári és királyi százados, katonaköltő.

## Élete
Radvánszky György, zólyomi alispán és báró Révay Zsuzsánna fia. Pozsonyban tanult és itt csatlakozott 1743-ban a királynő koronázásához Prágába siető apjához. 1746-ban a katonai pályára lépett és úgy a franciák ellen, mint a hétéves háborúban vitézül viselte magát. Batthyány Ádám ezredében százados volt. 1760. december 27-én halt meg, mikor Bartelsdorfban, a porosz és ausztriai határszélen, téli szálláson volt. (Latin síriratát Nagy Iván közli).

## Munkája
- Sacra nuptialia Dni Joannis Caroli I. b. de Hellembach, cum Virgine Susanna Semberi de Felső Szud, a r. s. 1743. die 19. Februarii Veteresolii celebrata. Posonii, 1743. (Költemény).
- Verses levelei (Boros Gyula, Radványi verses könyvek. Bpest, 1904.).

### Kéziratban
Olaszországi levelei (a családi levéltárban).